# Roshen

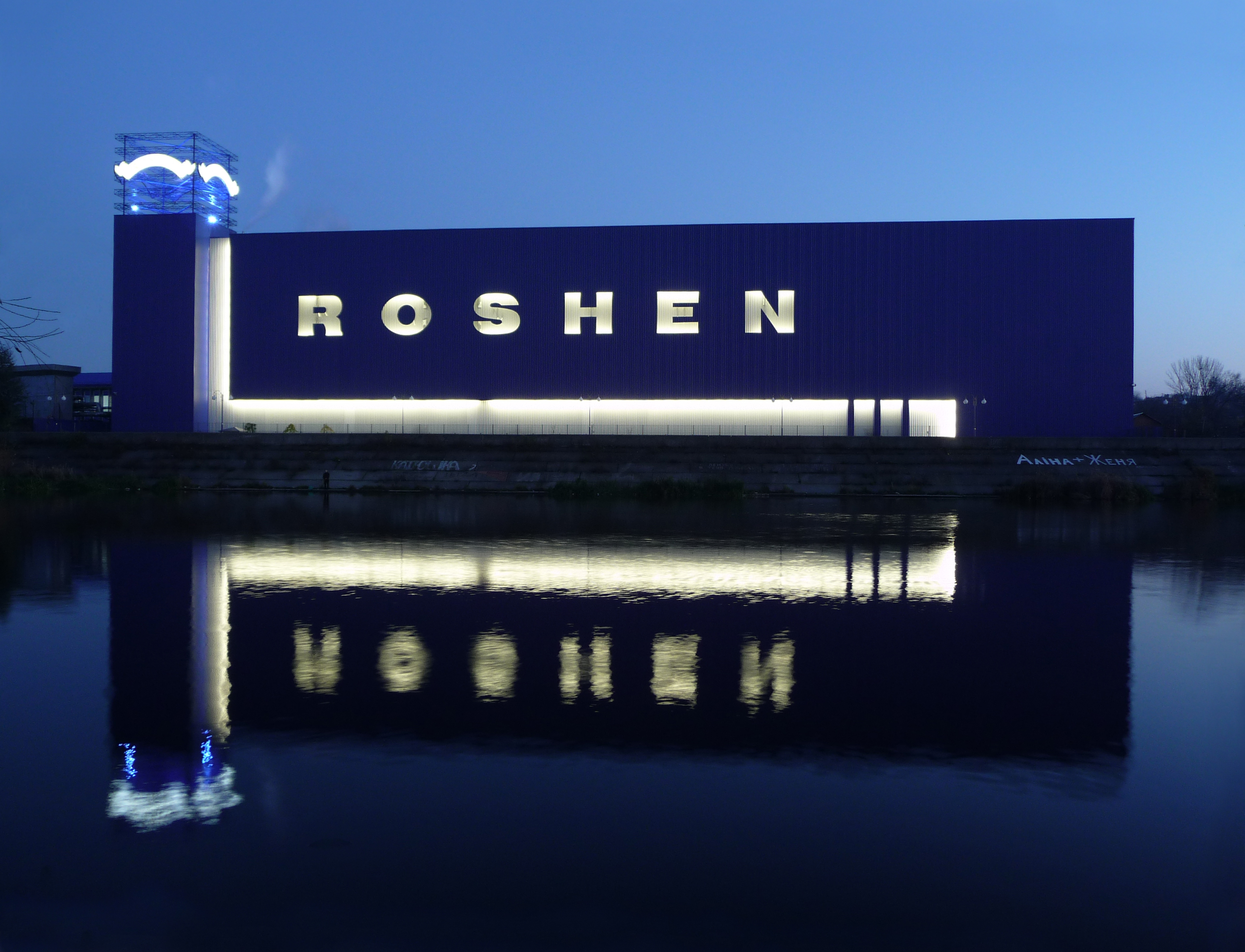
Roshen-fabriken i Vinnytsia

Logotyp

Roshen Confectionery Corporation (ukrainska: Кондитерська корпорація "Рошен":Kondyterska korporatsija "Rosjen") är ett ukrainskt företag i chokladbranschen grundat 1996. Företaget ägs och kontrolleras av affärsmannen och politikern Petro Porosjenko.
Företagets latiniserade namn bygger på grundarens efternamn  — Poroshenko, genom att de första och sista lagren avlägsnades. Med translitterering från kyrilliska blir det "Rosjen" enligt svensk standard.
På en presskonferens i Kiev 2015 försäkrade Petro Porosjenko att han tänkte lämna sin andel i företaget till den brittiska investeringsbanken RIT Capital Partners.